# Cocorii timpurii
Cocorii timpurii (în rusă Ранние журавли) este o  nuvelă  din 1975 a scriitorului kirghiz Cinghiz Aitmatov.

## Traduceri
- Cocorii timpurii, Editura Albatros, 1975[1]
- Cocorii timpurii, în Cântecul stepei, cântecul munților, Editura Albatros, 1989, traducere de Nicolae Ionescu[2]